# 牧隆壽
牧 隆壽 （まき たかなが、1939年8月14日 - 2000年3月3日）は、日本の自治官僚。津市助役や、沖縄開発事務次官を務めた。退官後、全国町村議会議長会事務総長。

## 人物
鹿児島県熊毛郡上屋久町出身。地元高校を卒業後、4年間実家で農業に従事した後、愛媛大学に入学。1966年愛媛大学文理学部卒業、自治省入省。奈良県厚生部厚生課長、福岡県教育庁財務課長、福岡県総務部地方課長、津市助役、沖縄開発庁振興局長、沖縄開発事務次官などを歴任し、1998年から全国町村議会議長会事務総長を務めたが、在任中の2000年に心不全のため死去した。精緻な理論家として知られた。

## 略歴
- 1965年 国家公務員採用上級甲種試験（法律）合格
- 1966年 愛媛大学文理学部卒業、自治省入省
- 1984年 自治大学校教務部長
- 1986年 公害等調整委員会事務局審査官
- 1987年 沖縄開発庁沖縄総合事務局次長
- 1989年 自治大臣官房企画官兼大臣官房参事官
- 1990年 総理府総務局企画課長
- 1992年 沖縄開発庁沖縄総合事務局長
- 1994年 地方公務員災害補償基金事務局長
- 1996年 沖縄開発庁振興局長
- 1997年 沖縄開発事務次官
- 1998年 退官、全国町村議会議長会事務総長
- 2000年 死去、正四位勲二等瑞宝章追贈

## 編著
- 『公共施設財源便覧 : 明日の住民福祉のために』ぎょうせい（横田光雄と共編著）1980年
- 『地方教育行政小辞典』ぎょうせい 1980年